# Anna Koulberg
Anna Koulberg, född 17 augusti 2004  är en volleybollspelare (center). Hon spelar i Belgiens landslag och klubblaget SC Potsdam. Tidigare har hon spelat för Asterix Avo Beveren.
Koulberg kommer från en volleybollfamilj. Bägge hennes föräldrar, Anja Duyck och Sacha Koulberg, har spelat i det belgiska landslaget. Hon har deltagit i den belgiska reality TV-showen De Container Cup där idrottare från olika sporter tävlar mot varandra.